# Hôpital évangélique international de Gènes
L'hôpital évangélique international de Gênes, en italien Ospedale Evangelico Internazionale di Genova (OEI), est un hôpital de droit privé situé à Gênes, en Italie. C'est une émanation de l'Église vaudoise italienne, de confession protestante réformée.

## Histoire

Le logo de l'hôpital comporte une croix huguenote, en référence à son origine protestante.

L'hôpital évangélique international est fondé en 1857. Les Églises protestantes de Gênes fondent une institution hospitalière, avec également des objectifs cultuels, éducatifs et caritatifs. À l'origine, elle est dédiée à tous les protestants pauvres et malades, de toute nationalité, qu'ils résident ou qu'ils transitent par Gênes, grande ville commerçante, portuaire et touristique. Quelques années après sa fondation, il est décidé d'accueillir toute personne qui en aurait besoin, quelle que soit sa religion, garantissant la liberté de conscience et de culte pour tous, à une époque où les principaux hôpitaux sont tenus par des congrégations religieuses catholiques,,.
Le comité fondateur, composé de représentants des différentes Églises protestantes de Gênes, anglicane anglaise, presbytérienne écossaise, réformée suisse et vaudoise italienne inscrit son œuvre dans les principes d'égalité et de liberté proclamés par le récent Statut albertin, la constitution de l’État de Savoie, proclamée en 1848, qui deviendra la première constitution de l'Italie unie. En 1861, l'Église libérale italienne, et en 1869 l'Église luthérienne allemande, rejoignent l'administration de l'OEI.
De son premier emplacement à Salita San Gerolamo, l'hôpital déménage en 1867 sur la Piazza San Bartolomeo degli Armeni, aujourd'hui Salita Superiore San Rocchino, sur les hauteurs du centre-ville, dans le quartier du Castelletto. Une annexe est construite à l'ouest, à Voltri.
L'hôpital est érigée en association sans but lucratif par l'arrêté royal du 2 mars 1876, obtenant ainsi un statut juridique. En 1969, l'établissement est classé « hôpital général de la région ». En 1985, un protocole d'accord est signé entre la l’Église vaudoise et la région Ligure.